# César Oliveira & Rogério Melo
César Oliveira e Rogério Melo é um dueto de música nativista formado por César Oliveira de Souza (Itaqui, 8 de dezembro de 1969) e Rogério Azambuja Melo (São Gabriel, 18 de maio de 1976).

## Biografia
Amigos de muitos anos, criados juntos na cidade de São Gabriel, César Oliveira e Rogério Melo dividem o mesmo apreço pela arte e pelo folclore do pampa gaúcho.
Atuando como dueto desde 2001, hoje, César Oliveira & Rogério Melo são artistas reconhecidos no cenário cultural do sul do país. Extremamente vinculados à música terrunha têm um público cativo e crescente, o que coloca seus discos entre os mais vendidos do estado.[carece de fontes?]
Juntos, gravaram onze CDs e três DVDs. Em 2008, foram agraciados com o Prêmio da Música Brasileira na categoria melhor dupla regional do país pelo álbum O Campo ao Vivo.
Em 2009, a dupla lançou o CD Procedência, composto por dois discos: "Apegos e Anseios do meu Canto", no qual César Oliveira interpreta canções de Rogério Villagran, e "Regional", onde as composições de Anomar Danúbio Vieira recebem a interpretação de Rogério Melo. "Apegos e Anseios do meu Canto" tem produção musical de Marcello Caminha e "Regional" de Luciano Maia.
A dupla atua na companhia de músicos de expressão e reconhecimento no Rio Grande do Sul e no país. No violão Maykell Paiva; na gaita Luciano Maia; e no baixo, Gilnei Oliveira.[carece de fontes?]
Com o álbum, Era Assim Naquele Tempo...!, a dupla esteve entre as cinco finalistas do Grammy Latino em 2013, na categoria Melhor Álbum de Música Brasileira de Raiz.

## Discografia

### Álbuns de estúdio
- (2002) Das Coisas Simples da Gente
- (2003) Alma de Fronteira
- (2005) Retrato de Pampa e Invernada
- (2005) Apaysanado: Anomar Danúbio Vieira nas vozes de César Oliveira e Rogério Melo
- (2007) O Campo
- (2009) Procedência
- (2010) Cantiga para o Meu Chão
- (2012) Era Assim Naquele Tempo...!
- (2014) Cancioneiro do Rio Grande do Sul
- (2016) Devoção
- (2019) Na Essência

### Álbuns ao vivo
- (2006) Pátria Pampa
- (2008) O Campo - Ao Vivo
- (2011) Rio-Grandenses

## Prêmios e indicações

### Grammy Latino
| Ano  | Categoria                                                | Indicação                   | Resultado |
| ---- | -------------------------------------------------------- | --------------------------- | --------- |
| 2013 | Melhor Álbum de Música Regional ou de Raizes Brasileiras | Era Assim Naquele Tempo...! | Indicado  |

### Prêmio da Música Brasileira
| Ano  | Categoria             | Indicação                     | Resultado |
| ---- | --------------------- | ----------------------------- | --------- |
| 2008 | Melhor Dupla Regional | César Oliveira & Rogério Melo | Venceu    |

### Prêmio Açorianos
| Ano  | Categoria                     | Indicação       | Resultado |
| ---- | ----------------------------- | --------------- | --------- |
| 2004 | Compositor de Música Regional | César Oliveira  | Indicado  |
| 2008 | DVD do Ano                    | O Campo ao Vivo | Indicado  |
| 2011 | Disco de Música Regional      | Rio-Grandenses  | Indicado  |